# Black Market (Weather Report)
| Recensione   | Giudizio     |
| ------------ | ------------ |
| AllMusic     |              |
| Sputnikmusic | 4.5 (Superb) |
| Debaser      | [ 3 ]        |

Black Market è un disco del gruppo statunitense Weather Report, pubblicato nel marzo del 1976 dalla Columbia Records.
Il brano che dà il titolo all'album è la sigla storica del notiziario di Radio Popolare.

## Tracce

### LP
Lato A
1. Black Market – 6:30 (Josef Zawinul)
2. Cannon Ball – 4:35 (Josef Zawinul)
3. Gibraltar – 7:45 (Josef Zawinul)

Lato B
1. Elegant People – 5:02 (Wayne Shorter)
2. Three Clowns – 3:14 (Wayne Shorter)
3. Barbary Coast – 3:05 (Jaco Pastorius)
4. Herandnu – 6:35 (Alphonso Johnson)

## Musicisti
- Joe Zawinul - yamaha grand piano, pianoforte elettrico fender rhodes, sintetizzatore oberheim polyphonic, sintetizzatore two ARP 2600S
- Wayne Shorter - sassofono soprano, sassofono tenore, lyricon by computone
- Alphonso Johnson - basso elettrico, basso elettrico Charles La Boe, gertu
- Jaco Pastorius - basso elettrico fender (brani: Cannon Ball e Barbary Coast)
- Narada Michael Walden - batteria (brani: Black Market e Cannon Ball)
- Chester Thompson - batteria ludwig (brani: Gibraltar, Elegant People, Three Clowns, Barbary Coast e Herandnu)
- Alejandro Neciosup Acuña - congas, percussioni (brani: Cannon Ball, Gibraltar, Elegant People, Three Clowns e Herandnu)
- Don Alias - percussioni (brani: Black Market e Barbary Coast)[6]

Note aggiuntive
- Josef Zawinul - produttore
- Wayne Shorter - co-produttore
- James Prindville Rose - coordinatore della produzione e road manager
- Registrazioni effettuate nel 1975-1976 presso Devonshire Studios di North Hollywood, California (Stati Uniti)
- Ron Malo - ingegnere del suono
- Maxine (Maxine Zawinul) - artwork (progettazione di copertina) album originale
- Nancy Donald - design copertina album originale
- Dave McMacken - illustrazione copertina frontale album originale
- Ed Caraeff - foto copertina album originale[6]

## Classifica
Album
| Anno | Classifica             | Posizione raggiunta |
| ---- | ---------------------- | ------------------- |
| 1976 | Billboard 200          | 42                  |
| 1976 | Top R&B/Hip-Hop Albums | 20                  |